# カタルーニャのワイン

スペイン北東部にあるカタルーニャ州

この項ではスペイン・カタルーニャ州で生産されるワインを取り上げる。「Catalan wine」という名称はスペインのカタルーニャ州で生産されるワイン以外に、ルシヨン地方のフランス領カタルーニャ（北カタルーニャ）で生産されるワインに使用されることもある。カタルーニャ州都バルセロナ自体はワイン産地ではないが、この地域の主要な消費者市場を持ち、バルセロナ港はカタルーニャ地方産ワインの輸出港として機能している。
この地域はワイン生産の長い伝統を持つ。1870年にはラベントス家のホセ・ラベントスが、バルセロナ近郊のサン・サドゥルニ・ダノヤでスパークリングワインのカバを生み出し、ホセ・ラベントスは後にコドルニウ社を創設した。19世紀と20世紀の変わり目には、スペインで初めてステンレス製発酵タンクを採用したワイン産地として、世界の高品質ワイン生産の舞台に登場したスペインワインの先鋒に立った。カタルーニャ州は重要なコルク産地でもある。

## テロワール
カタルーニャ州はスペイン北東部の地中海沿岸に位置しており、地中海性気候の影響を強く受けている。地中海沿岸部は温暖で一定の降水量があるが、内陸部に入るにつれて気候は乾燥する。カタルーニャの原産地呼称認定地域の大部分はムンサラートの特徴的な形状のピークの南側に位置し、州都バルセロナの北側やスペイン＝フランス国境に近いピレネー山脈の南麓に位置するブドウ畑は少ない。
この地域は、地中海岸沿いの低地の温暖な気候と、標高610m（2,000ft）以上の高地の冷涼な気候の双方に特徴づけられる。この地域の土壌は多様だが、主に沖積土や粘土石を含んだ石灰質の堆積物からなる。この地域でもっとも評価の高いブドウ畑の一部は石灰岩の堆積層の上にある。

## 歴史

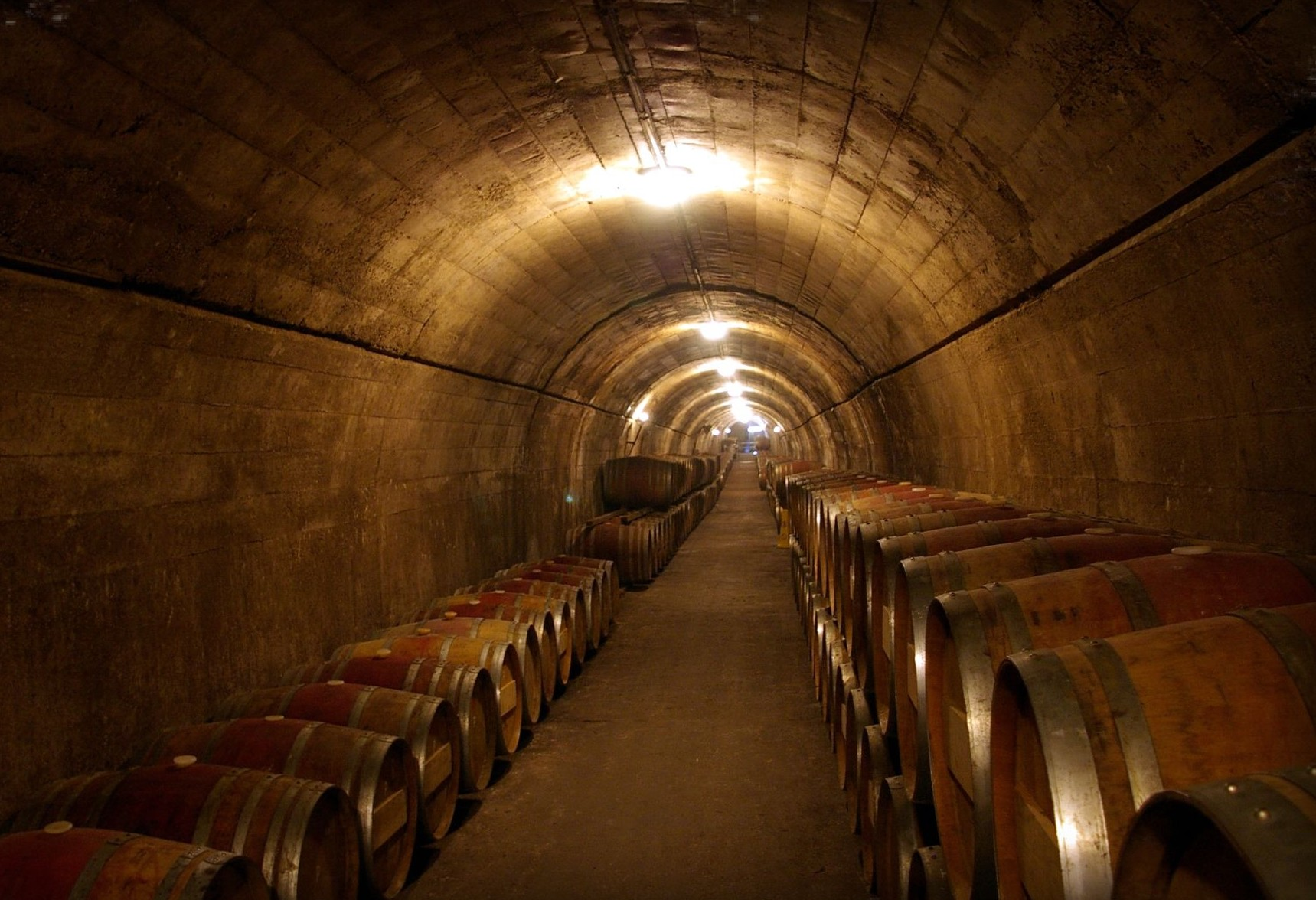
ミゲル・トーレス社のワイナリー

### 中世以前
ギリシア神話に登場するヘーラクレースの敵だった三頭の巨人ヘリオンがカタルーニャ地方にブドウをもたらしたとする伝承がある。考古学的証拠によると、帝政ローマがこの地域を支配する数百年前にフェニキア人がワイン生産を導入した。この地域からはアンフォラ（ワインを輸送した両取っ手付きの壺）の破片が出土しており、フェニキア人がエジプト人との間でカタルーニャ産ワインを交易していたことを示唆している。ローマ人はカタルーニャのワイン生産の発展に大きな影響を与え、特に当時の中心都市だったタッラコ（現・タラゴナ）周辺でワイン産業が発展した。4世紀にはローマ帝国が崩壊。8世紀初頭にアラブ人がカタルーニャ地域に達すると、カタルーニャのワイン生産量は大きく減少し、ワイン生産が本格的に再開されるまで数百年間かかった。
14世紀にはフランシスコ修道会の著作家であるフランセスク・アシメニスが、カタルーニャ産ワインを「高品質ではあるが、強烈で、濃厚で、アルコール度数が高い。時には水で薄める必要がある」と書いた。コドルニウ家は1551年にすでに蒸留ワインを生産していた記録があり、トーレス家は17世紀からこの地域にブドウ畑を所有していた。カタルーニャ産ワイン産業の転換点は、1860年代にフランスのブドウ畑でフィロキセラが流行した際だった（19世紀フランスのフィロキセラ禍）。フランスでは国産ワインが深刻な欠乏状態にあり、フランスの消費者は好んでリオハ・ワインとカタルーニャ産ワインを輸入した。

### 近現代
1872年にはペネデス地域でスパークリングワインのカバが生み出され、やがてカバは国際的にも認められた。フランスより遅れて19世紀末にフィロキセラがこの地域を襲った際、カタルーニャのブドウ畑の80%は黒ブドウ品種で構成されていたが、病害の影響を受けた黒ブドウ品種の台木の代替物として、白ブドウ品種を用いるカバ産業の成長が白ブドウへの植え替えを奨励した。今日、この地域のブドウ畑の70%は白ブドウ品種が占めている。
20世紀にはカタルーニャのワイン産業がスペインの「ワイン革命」を牽引し、現代的なワイン生産技術の採用や土着種から国際品種への植え替えなどが行われた。1979年にフランスのゴー・ミヨ誌が主催したワイン・オリンピックでは、ミゲル・トーレス社が国際的な注目を集めた。ミゲル・トーレス社はカベルネ・ソーヴィニヨン種、テンプラニーリョ種、モナストレル種をブレンドした「グラン・コロナス 黒ラベル」（1970年ヴィンテージ）を密かに「ボルドー・格付け畑部門」に出品し、その部門で優勝してしまったのである。

## ブドウ品種

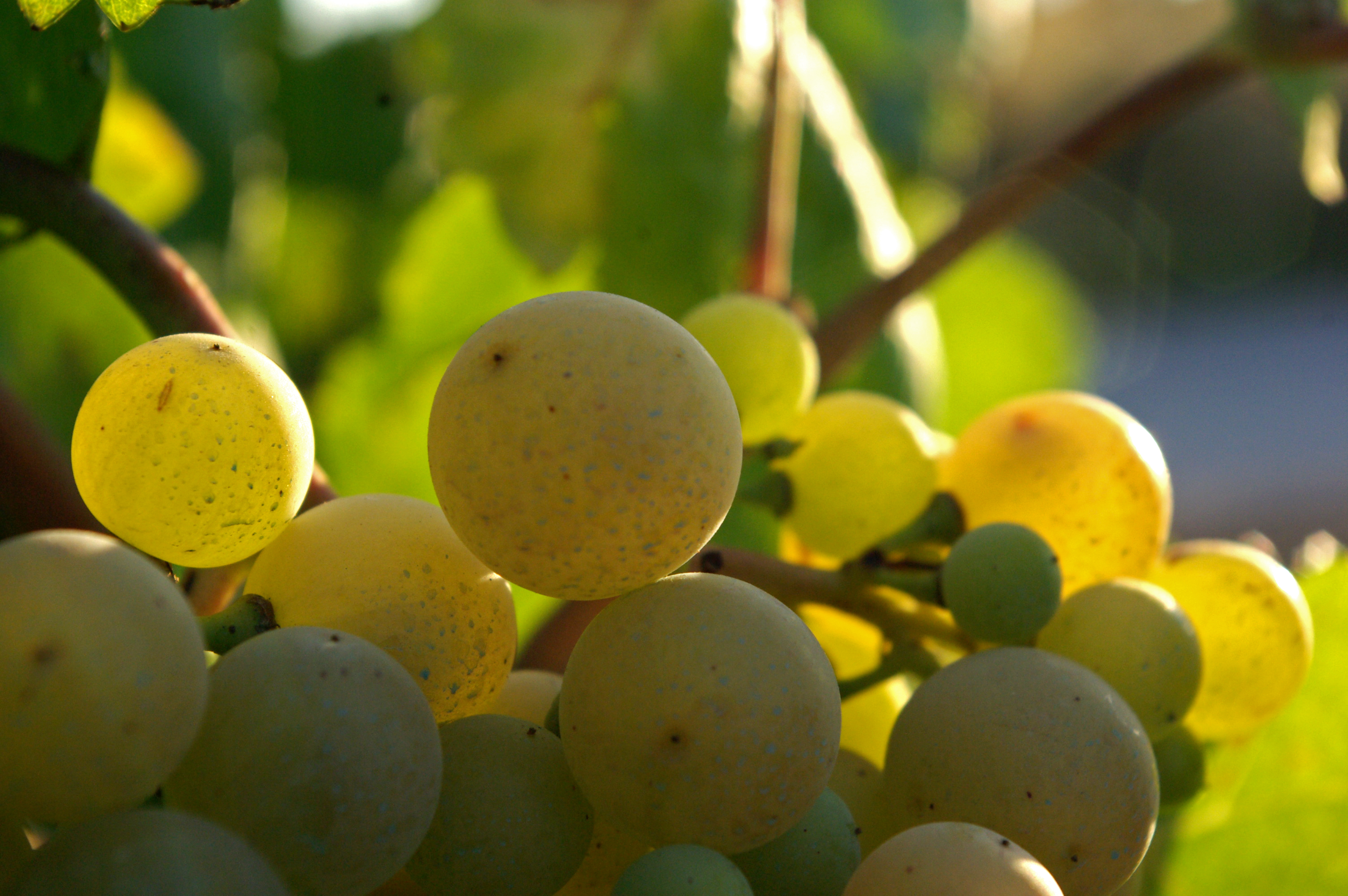
チャレッロ種

カタルーニャ地方で生産されるワインには、スパークリングワインのカバ、辛口の白ワイン、ブドウの色から「黒ワイン」(vi negre)とも呼ばれる力強い赤ワインがある。この地方のワイン産業最大の貢献者はスパークリングワインであり、つづいて白ワイン、赤ワインである。この地方で生産されるワインの大部分は数品種がブレンドされているが、いくつかの品種はセパージュワイン（単一品種醸造）として生産される。
カバまたは白ワイン用の品種にはマカベオ種、パレリャーダ種、シャレロ種などがあり、赤ワイン用の品種にはガルナッチャ種、モナストレル種、テンプラニーリョ種などがある。マカベオ種は発芽が遅く、春季に霜害を受けにくい。香りの強いチャレッロ種は低標高のは竹に適しており、ニュートラルな味わいのパレリャーダ種はリンゴのような爽やかさをワインにもたらす。

## ワインの種類

### カバ

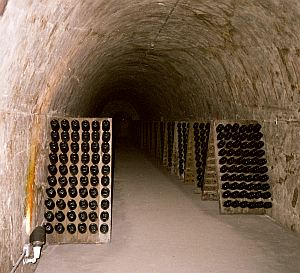
カバの熟成

スペインで初めてスパークリングワインが生産されたのは1851年のことである。1860年代にはホセ・ラベントスがヨーロッパ中を旅し、コドルニウ家のスティルワインを売り歩いた。ホセ・ラベントスはフランスのシャンパーニュ地方でスペイン産スパークリングワインの可能性を見いだし、シャンパン同様の製造方法を用いてスパークリングワインの生産に成功した。
カバの生産には主に土着種のマカベオ種、パレリャーダ種、チャレッロ種が用いられる。カバはチャンパン(champán)もしくはチャンパニー(xampany)と呼ばれていたが、欧州連合(EU)がシャンパンを保護地理的表示の対象としたことでそれらの呼称を用いることが禁止され、カタルーニャのワイン生産者はカタルーニャ語でワインセラーを意味するカバ(cava)を新たな呼称に定めた。
スペインのワイン法はカバの生産をスペイン全土の計159自治体に認可しているが、実際にはカバの95%はペネデス地域で生産されている。認可されたワイン産地で伝統的なシャンパーニュ方式を用いて生産されたスパークリングワインのみがカバと呼ばれ、その他の方式を用いて生産されたワインは単に「スペインのスパークリングワイン」(vinos espumosos españoles)と呼ばれる。白ブドウで生産したスパークリングワインにカベルネ・ソーヴィニヨン種・ガルナッチャ種・モナストレル種で生産した赤のスティルワインを加えることで、少量ながらロゼのカバも生産されている。1981年にはシャルドネ種を用いたカバが初めて生産された。
カバの生産者はスパークリングワイン生産にジャイロパレットを導入して技術革新を行った先駆者である。スパークリングワインの生産過程では澱を除去してコルク栓をする前に、澱をボトルの首部分にためるルミアージュという作業を行う必要があるが、それまで人力で行っていたルミアージュを自動で行う回転大型機械装置がジャイロパレットである。

## 産地

カタルーニャ州のワイン産地

カタルーニャ州には11の「原産地呼称」(DO)認定産地、1の「特別原産地呼称」(DOCaまたはDOQ)認定産地がある。カタルーニャ (DO)はカタルーニャ州内の原産地呼称認定ワインの指定に該当しないワインのために領域全体をカバーする原産地呼称名称である。
| カタルーニャ州の原産地呼称(DO/DOC)認定ワイン一覧 | カタルーニャ州の原産地呼称(DO/DOC)認定ワイン一覧 | カタルーニャ州の原産地呼称(DO/DOC)認定ワイン一覧 | カタルーニャ州の原産地呼称(DO/DOC)認定ワイン一覧 | カタルーニャ州の原産地呼称(DO/DOC)認定ワイン一覧 | カタルーニャ州の原産地呼称(DO/DOC)認定ワイン一覧 |
| 原産地呼称                                       | 認定年                                           | ブドウ栽培 面積(ha)                              | ワイン生産量 (1,000l)                            | 生産者数                                         |                                                  |
| ------------------------------------------------ | ------------------------------------------------ | ------------------------------------------------ | ------------------------------------------------ | ------------------------------------------------ | ------------------------------------------------ |
| アレーリャ                                       | 1932年                                           | 314                                              | 349                                              | 7                                                |                                                  |
| ペネデス                                         | 1932年                                           | 25,824                                           | 40,285                                           | 10                                               |                                                  |
| プリオラート                                     | 1932年                                           | 1,784                                            | 596                                              | 55                                               |                                                  |
| タラゴナ                                         | 1932年                                           | 7,262                                            | 7,844                                            | 36                                               |                                                  |
| アンプルダ                                       | 1972年                                           | 2,003                                            | 4,598                                            | 41                                               |                                                  |
| テラ・アルタ                                     | 1972年                                           | 6,268                                            | 2,396                                            | 42                                               |                                                  |
| （注1）カバ                                      | 1986年                                           | 4,065                                            | 8,716                                            | 438                                              |                                                  |
| クステス・ダル・セグラ                           | 1988年                                           | 4,719                                            | 8,180                                            | 31                                               |                                                  |
| コンカ・ダ・バルバラ                             | 1989年                                           | 5,700                                            | 2577                                             | 19                                               |                                                  |
| プラ・ダ・バジャス                               | 1997年                                           | 550                                              | 889                                              | 82                                               |                                                  |
| （注2）カタルーニャ                              | 2001年                                           | 62,947                                           | 32,084                                           | 203                                              |                                                  |
| モンサン                                         | 2002年                                           | 2,006                                            | 2,615                                            | 48                                               |                                                  |

- （注1） カバ (DO)の認定自治体はカタルーニャ州以外にも存在する。栽培面積やワイン生産量はすべての産地を合計したものである。
- （注2） カタルーニャ (DO)はひとつの産地の名称ではない。

### アレーリャ
カタルーニャ州の州都バルセロナに近いアレーリャ (DO)は、栽培面積・生産量ともにスペインでもっとも小規模な原産地呼称認定産地のひとつである。南西にあるバルセロナの巨大な市場に依存する産地であり、またバルセロナ都市圏の郊外化で大きな影響を受けた産地である。

#### 歴史
アレーリャは軽快で上品な果実実を持つワインを生産したため、19世紀末から20世紀初頭の時期にバルセロナの社交界でもてはやされた。1932年には原産地呼称認定され、1955年には原産地呼称規約が国家の承認を受けた。
1960年代以降にはバルセロナの通勤圏に吸収され、またこの地域の農業の中心がワイン生産から花卉栽培にとって代わった。ブドウ畑は急速に減少し、現存するブドウ畑は1950年代に約1/5であるとされる。農地不足や生産コストの高騰などによって、アレーリャのワイン産地としての可能性には限界があるとされる。

#### 品種
アレーリャではオーク樽で熟成させた甘口ワインから低温発酵させた辛口ワインまで、多様な白ワインの生産で知られている。この地域の優先種はパンサ・ブランカ種であり、パンサ・ブランカとはチャレッロ種のこの地域での呼称である。シャルドネ種やシュナン・ブラン種などの国際品種もある程度栽培されており、スティルワインとカバの生産に使用されている。

### コンカ・ダ・バルバラ
コンカ・ダ・バルバラ (DO)はクステス・ダル・セグラ (DO)、ペネデス (DO)、タラゴナ (DO)の間に位置し、ブドウ畑は標高約490m（約1,600ft）に広がっている。夏季の昼間は暑く、近くからの海風によって夜間は涼しいが、冬季は寒い。石灰質土壌でカベルネ・ソーヴィニヨン種、シャルドネ種、ピノ・ノワール種が栽培されており、スティルワインまたはカバの生産に使用されている。ロゼワインは固有種のトレパット種から生産されている。
コンカ・ダ・バルバラにはミゲル・トーレス社のワイナリーのひとつがあり、スペイン最高クラスの赤ワインを生産している。

### クステス・ダル・セグラ
クステス・ダル・セグラ (DO)はカタルーニャ州でもっとも内陸にあるワイン産地であり、リェイダ県南部、セグラ川沿いに位置している。非常に乾燥した気候であり、年降水量は385mmから450mmである。寒く凍える冬季、摂氏35度を超える暑い夏季と、一年の間に極端な温度変化がある。

#### 歴史
クステス・ダル・セグラにはスペイン産ワインまたはカタルーニャ産ワインの革新の旗手の役割を担った歴史がある。スペインでもっとも早くカベルネ・ソーヴィニヨン種やセミヨン種などの国際品種を導入したカステイ・ダル・ラメイ社、時期を限定した灌漑で乾燥したこの地でも高品質ブドウの収穫を可能としたライマット社という、2つの先駆的企業が拠点を置いている産地である。クステス・ダル・セグラにはカタルーニャ風というよりも新世界風のワインが多いとされる。
2社以外にボトルワインを生産するワイナリーはほとんど存在しなかったが、ライマット社が主導して1980年代に原産地呼称認定に向けて動き、1986年にカタルーニャ州の認可を、1988年に国家の追認を受けた。1998年と2005年には自治体の追加が行われており、クステス・ダル・セグラはリェイダ周辺に7つのサブリージョンが飛び地上に存在する原産地呼称産地となった。ライマット社はカバの生産で知られるコドルニウ社傘下の企業であり、クステス・ダル・セグラで栽培されたブドウの大部分はカバの生産に用いられる。

#### 品種
この地域のブドウ栽培にはエブロ川による灌漑が不可欠であり、カベルネ・ソーヴィニヨン種、シャルドネ種、マカベオ種、メルロー種、パレリャーダ種、ピノ・ノワール種、テンプラニーリョ種が栽培されている。

### アンプルダ
アンプルダ (DO)はカタルーニャ州北東端のピレネー山脈山麓に位置し、山脈を挟んでフランスのルシヨン地方と接している。カタルーニャ州の他産地同様に地中海性気候であるが、他産地に比べて気温の変化が穏やかである。トラモンタン（トラムンターナ）と呼ばれる強烈な北風の影響を強く受け、古くから糸杉などの防風林を必要とした。一方でトラモンタンは霜害や病害の危険性を緩和している。

#### 歴史
紀元前7世紀頃には東地中海産のワインがギリシャ人の植民都市アンプリアスにもたらされ、紀元前2世紀にはギリシャ人とカルタゴ人によってこの地にブドウ栽培がもたらされた。中世には修道院によってワインが生産され、ライモン・ペラ・ダ・ノバスは1130年にカタルーニャ地方初のワイン醸造学書を著した。フランシスコ会修道士のフランセスク・アシメニスはモスカテル種で生産したアンプルダのワインに言及しており、ポルトベンドラスの修道士はガルナッチャ種で生産したアンプルダのワインに言及している。アンプルダではこの時期から両品種を用いた甘口ワインが特産だった。かつてアンプルダのブドウ畑はコスタ・ブラバの海岸に面した急斜面にあり、船で海から上陸してブドウの手入れを行っていたが、ブドウ畑は徐々にピレネー山脈の山麓に移った。
19世紀中頃にフランスがフィロキセラの流行で被害を受けると、カタルーニャ地方でもっともフランスに近いアンプルダはフランスへの輸出で活況を呈した。しかし、スペインでもっとも早くにフィロキセラの影響を受けた地域もアンプルダであり、トラモンタンでさえもこの疫病を妨げることはできなかった。フィロキセラは1879年にピレネー山脈を超えてアンプルダに侵入し、多くの人々がフランスから南進したフィロキセラの進展を観察・分析したが、結局アンプルダ地域のワイン産業全体が破壊された。
第一次世界大戦期にはフランスやスイスへの輸出でアンプルダのワイン業界は潤い、第一次大戦終結後の1923年には現在のアンプルダ最大の生産者であるカスティーリョ・パララダ社が設立された。しかしアンプルダのワイン生産がフィロキセラ以前の勢いを取り戻すことはなく、ブドウ畑で植え替えが進んだのは20世紀後半から21世紀初頭になってからのことである。
1960年代には原産地呼称認定に向けた準備が進み、1975年には「アンプルダ・コスタ・ブラバ」という名称で正式にデノミナシオン・デ・オリヘンの「原産地呼称」(DO)に認定された。当初はアル・アンプルダ郡のうちフィゲラス以北の37自治体が産地として認定されたが、2006年にバシュ・アンプルダ郡の13自治体が追加され、原産地呼称名称が「アンプルダ」に変更された。

#### 品種
ブドウ畑の総面積は約2,500ヘクタールであり、26あるワイナリーは量より質を重視しているとされる。この地域の優先種はガルナッチャ種とカリニェナ種である。この核となる2品種は、カベルネ・ソーヴィニヨン種、メルロー種、シラー種などの国際品種とともに赤ワインに使用され、またかなりの量のロゼワインにも使用される。ガルナッチャ種はこの地域の名産であるデザートワインを生産する際にも使用される。近年には白ワインの生産量がかなり増加している。

### モンサン
タラゴナ県ファルセットを中心とするモンサン (DO)は、タラゴナ (DO)の偉大なワインとモンサン地域のワインを区別するために2001年に認定された。高地にあるモンサンは、傾斜のきついブドウ畑に沿って植えられたガルナッチャ種とカリニェナ種の古樹が特筆される。

### プラ・ダ・バジャス
プラ・ダ・バジャス (DO)はバルセロナ県の内陸部、バルセロナの真北に位置する産地であり、中心にはマンレザがある。

#### 歴史
1890年頃のバジャス郡には約28,000ヘクタールものブドウ畑が存在し、ブドウ畑に設置した発酵槽で収穫直後に醸造を行っていた。1890年以後のフィロキセラの影響も小規模に食い止め、1920年頃までは約20,000ヘクタールのブドウ畑を維持していたが、20世紀前半には繊維産業がワイン産業から労働力を奪い、1950年代には約5,000ヘクタールにまで激減した。
1960年代以降にはサービス産業が繊維産業にとって代わり、1986年の欧州諸共同体(EC)加盟もブドウ畑の減少に拍車をかけた。ワイン産業の衰退を食い止めるべく高品質化を進めるため、1990年に地域指定テーブルワイン プラ・ダ・バジャスが認定され、1997年には原産地呼称産地に認定された。

#### 品種
近くのペネデスで栽培される品種の多くを栽培しており、ピカポル種（ラングドックではピクプール種）などの個性的な品種も栽培しているが、カベルネ・ソーヴィニヨン種やメルロー種などのような国際品種により重点を置いている。この産地で生産されるワインは地元での消費率が高い。

### タラゴナ
タラゴナ (DO)は地中海沿岸の都市タラゴナの周辺にあるワイン産地であり、古代ローマ時代からカタルーニャでのワイン生産の中心地であった。歴史の大部分では、ポート・ワイン同様の手法で甘口・赤の酒精強化ワインを生産していたことで知られる。

#### 歴史
1976年の原産地呼称認定に先立つ1960年代、この地域は辛口白ワインの生産への転換を開始し、また聖体拝領のためにカトリック教会で使用される聖礼典ワイン（赤）の生産を開始した。内陸部の丘陵地ではカバ用の白ブドウを、海岸沿いの東部では重い甘口赤ワインを大規模に生産している。

### テラ・アルタ
テラ・アルタ (DO)はカタルーニャ州の最南端に位置するワイン産地であり、もっとも山がちな産地である。「terra alta」とは「高地」を意味する。プリオラート (DOQ)やモンサン (DO)の南西に位置し、プリオラートとワイン生産の歴史を共有している。

#### 品種
今日のテラ・アルタはガルナッチャ・ブランカ種の白ワイン、生産量が増加中の赤ワインで知られる。白ワインはガルナッチャ・ブランカ種の特徴がよく表れたフルボディのワインとなり、赤ワイン用品種は外来種からガルナッチャ・ティンタ種に切り替えている途中である。

### ペネデス

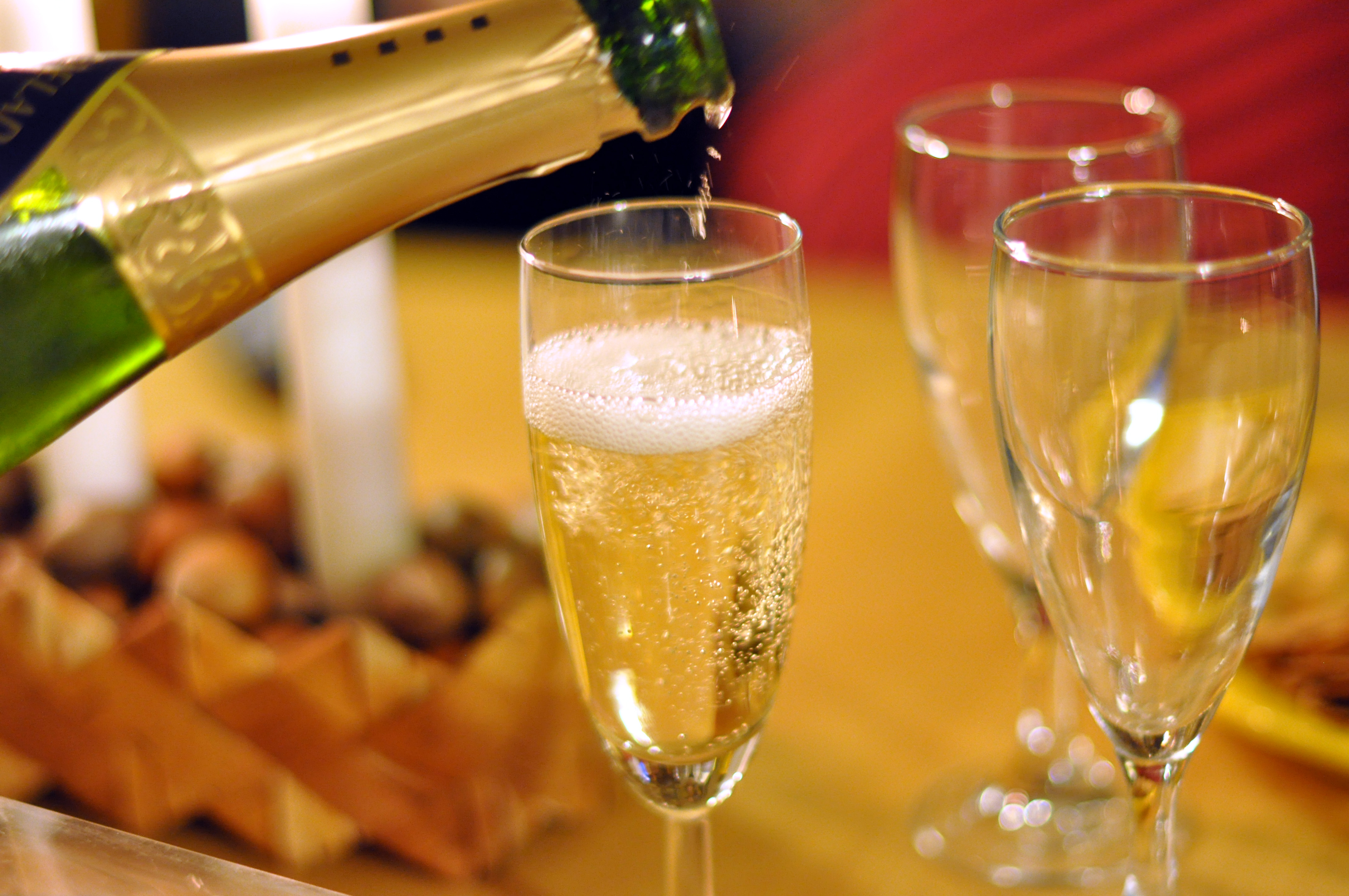
ペネデス地域で生産されたカバ

ペネデス地域はカタルーニャ州でもっとも面積が広く、もっともワイン生産量の多いワイン産地である。ペネデス地域はカバが生まれた土地である。ワイン生産の長い歴史を有しており、バルセロナへの距離の近さは輸出市場での利点となった。19世紀後半にはスペインで初めて大規模な商業ワイン生産を実現した産地のひとつであり、特にフィロキセラの流行に苦しんでいたフランスへの輸出を行った。1960年代から1970年代にはペネデス地域がスペインのワイン産業における技術革新を牽引し、温度制御機能を有するステンレス鋼発酵タンクを初めて導入した産地となった。また栽培する品種を増やし、カベルネ・ソーヴィニヨン種、シャルドネ種、ゲヴュルツトラミネール種、メルロー種、ピノ・ノワール種、リースリング種、ソーヴィニヨン・ブラン種などの品種のクローンセレクションによって株の改良を行った。
ペネデス地域は3ゾーンに分割できる。低地のバッジ・パナデス、海岸部と山岳部の中間に位置するメディオ・パナデス、高地のアルト・パナデスである。もっとも温暖なバッジ・パナデスはアル・ベンドレイの町を中心としており、コスタ・ダウラーダの海岸線に面して広がっている。マルバシーア種やモスカテイ・アレシャンドリア種を用いた酒精強化ワインで知られるが、カリニェナ種、ガルナッチャ種、モナストレル種を用いた赤のスティルワインの評価も高まっている。
メディオ・パナデスは標高約490m（1,600ft）の幅の広い谷に位置し、中心となるビラフランカ・ダル・パナデスの町にはミゲル・トーレス社の大規模なワイナリーが存在する。一方で、カバの大手生産者であるフレシネ社やコドルニウ社のワイナリーはビラフランカ・デル・パナデスの近隣のサン・サドゥルニ・ダノヤに存在する。メディオ・パナデスはペネデス (DO)の総生産量の約60%を占め、主にマカベオ種とチャレッロ種を栽培している。伝統的にカバの生産にはマカベオ種、パレリャーダ種、チャレッロ種が用いられるが、シャルドネ種、ピノ・ノワール種の使用も増加している。メディオ・パナデスではカベルネ・ソーヴィニヨン種や、テンプラニーリョ種のこの地域での呼称であるウイ・ダ・リャブラ種を用いた赤のスティルワインの生産量も増加している。
アルト・パナデスは中央盆地を囲む山脈の麓に位置し、ペネデス地域でもっとも冷涼な地域である。アルト・ペネデスでは主に白ブドウのパレリャーダ種が栽培されている。

### プリオラート

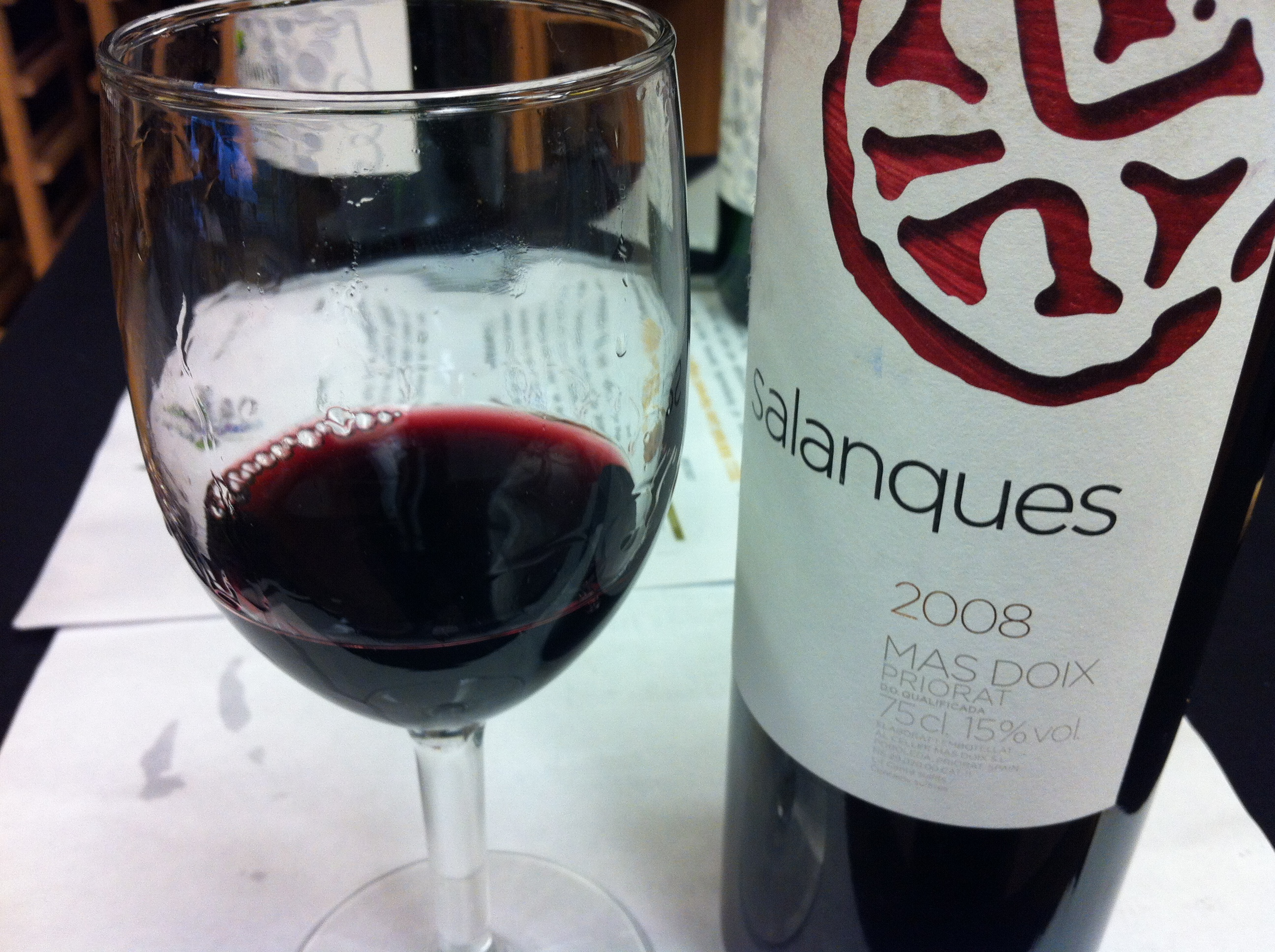
プリオラートの赤ワイン

1163年に設立されたカルトジオ修道会の修道士がプリオラート地域ではブドウを植え、プリオラート地域では12世紀からワインを生産している。カタルーニャ語で小修道院は(prior)であり、この単語が地名の由来となった。 この地域はカリニェナ種とガルナッチャ種を主体としたワインで知られ、1エーカーあたり0.3トン（1ヘクタールあたり5ヘクトリットル）という低収量の古樹からワインが生み出される。この地域の夏季はとても暑くブドウが完熟するため、生産されるワインのアルコール度数は18%にまで達する。認可されているアルコール度数の下限は13%である。
この地域特有の石英やスレートからなるリコレーリャ土壌はとりわけ痩せた土壌であり、ブドウの収量が制限される。ブドウ畑は急斜面に位置しており、機械収穫には完全に不向きである。いまだプリオラートには修道院の影響が残っており、ブルゴーニュの特級畑に「グラン・クリュ」（grand crus、特級）という接頭辞が付いているように、プリオラートの高品質ブドウ畑の多くにはこの地域のワイン生産の歴史の初期から畑が存在する証として、「クロス」（Clos、修道院）という接頭辞が付いている。年降水量は406mm（16in）に満たないが、冷涼な気候やリコレーリャ土壌の湿っぽい性質のために、地域の大部分では灌漑が使用されていない。ブドウの根は障害となるスレート質を潜り抜け、地下30mまでにある地下水脈に達する。
プリオラートではどのワイナリーも現代的な醸造技術と醸造設備を取り入れている。主要なワイナリーにはクロス・モガドール、セジェール・スカラ・デイ、アルバロ・パラシオス、マス・マルティネ・ビティクルトールスなどがある。スペインの原産地呼称制度であるデノミナシオン・デ・オリヘンで最上級の「特選原産地呼称」（DOCまたはDOQ）に認定されている産地は、プリオラートとリオハの2産地のみである。

## 文献

### 関連文献
- Robinson, Jancis (2006). The Oxford Companion to Wine. 3. Oxford University Press. ISBN 0-19-860990-6
- Hudin, Miquel; Serra, Elia Valera (2012). Vinologue Empordà. Vinologue. ISBN 978-0-983-77184-5
- Hudin, Miquel; Serra, Elia Valera (2013). Vinologue Priorat. Vinologue. ISBN 978-0-983-77185-2
- Johnson, Hugh (1989). Vintage: The Story of Wine. Simon and Schuster. ISBN 0-671-68702-6
- Stevenson, T (2005). The Sotheby's Wine Encyclopedia. Dorling Kindersley. ISBN 0-7566-1324-8
- MacNeil, Karen (2001). The Wine Bible. Workman Publishing. ISBN 1-56305-434-5
- Johnson, Hugh; Robinson, Jancis (2005). The World Atlas of Wine. Mitchell Beazley Publishing. ISBN 1-84000-332-4